# Ібхубесі (газоконденсатне родовище)
Ібхубесі — офшорне газоконденсатне родовище в Атлантичному океані біля західного узбережжя Південно-Африканської Республіки, розташоване у сотні кілометрів від берега та за кілька сотень кілометрів на північний захід від порту Saldanha. Належить до нафтогазоносного басейну Оранж.

## Характеристика
Відкрите у 1981 році компанією Soekor, попередницею національної нафтової компанії ПАР PetroSA. Поклади вуглеводнів виявлено на глибині від 3000 до 3500 метрів під дном океану. Газоматеринськими породами є відкладення апт-альбу. Колектори — пісковики флювіального походження, що відносяться до альб-сеноману (крейда).
Запаси Ібхубесі оцінюються у 15 млрд м³ газу та 4,3 млн барелів конденсату. Станом на 2016 рік це найбільше газове родовище ПАР.
Початок розробки Ібхубесі, котру здійснюватимуть Sunbird Energy (76 %) та PetroSA (24 %), був запланований на 2017 рік. Планується протягом кількох фаз пробурити 9 свердловин та встановити 3 платформи. Газ проходитиме підготовку на одній із платформ після чого спрямовуватиметься до суходолу по трубопроводу діаметром 350 мм та довжиною біля 400 км. Хоча відстань до берега в кілька разів менша, проте обраховано, що підводний газопровід є оптимальним для доставки блакитного палива до основних споживачів. На роль останніх плануються ТЕС Ankerlig (1327 МВт, наразі споживає нафтопродукти) та/або перспективні електрогенеруючі потужності на металургійному заводі Saldanha (800 МВт).
Для підготовки, зберігання та відвантаження конденсату на Ібхубесі встановлять відповідну плавучу установку (FPSO).